# Aracopidius urguharti
Aracopidius urguharti is een keversoort uit de familie Ptilodactylidae. De wetenschappelijke naam van de soort is voor het eerst geldig gepubliceerd in 1893 door Broun.